# Архаїчна усмішка

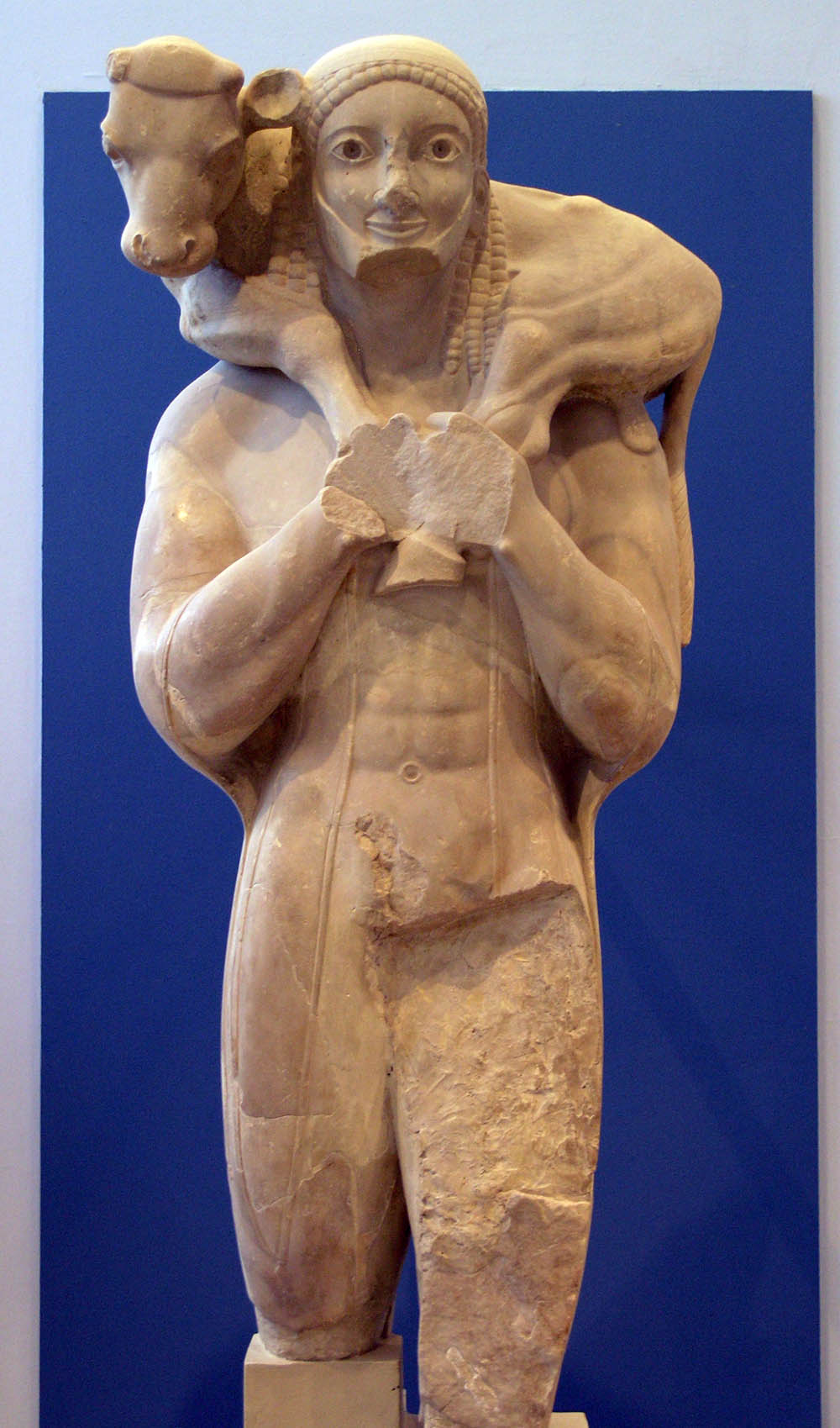
«Мосхофор»

Архаї́чна у́смішка — особливий тип усмішки, що використовувався скульпторами грецької архаїки, особливо у другій чверті VI ст. до н. е., можливо, для того, щоб продемонструвати, що предмет зображення — живий. 
Ця усмішка плеската, й виглядає доволі ненатурально, хоча при цьому вона є ознакою еволюції скульптурного мистецтва до реалізму та його пошуків. Скульптури з архаїчною посмішкою були поширені в Греції в 600–480 до н. е.). За ці півтора століття архаїчна усмішка часто зустрічається не лише на всіх грецьких теренах, але й у Малій Азії та на островах Егейського моря. 

## Архаїчний метод витесування каменю
Така усмішка виникала завдяки способу обробки каменю, що застосовувався не тільки в Греції, а й в Стародавньому Єгипті: кам'яному блокові надається чотиригранна форма. На кожній з площин малюється проєкція майбутньої статуї, потім одночасно з кожної зі сторін починається витесування прямими, пласкими шарами. В результаті статуя зберігає замкненість, певну незграбність та гострогранність, форма зведена до площин. 

## Галерея

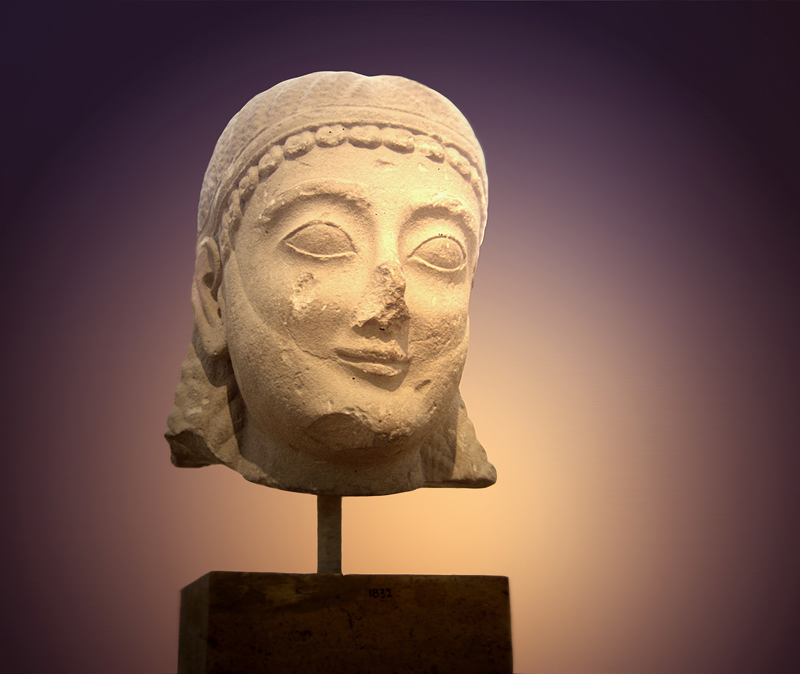
Голова куроса, Національний археологічний музей (Афіни)
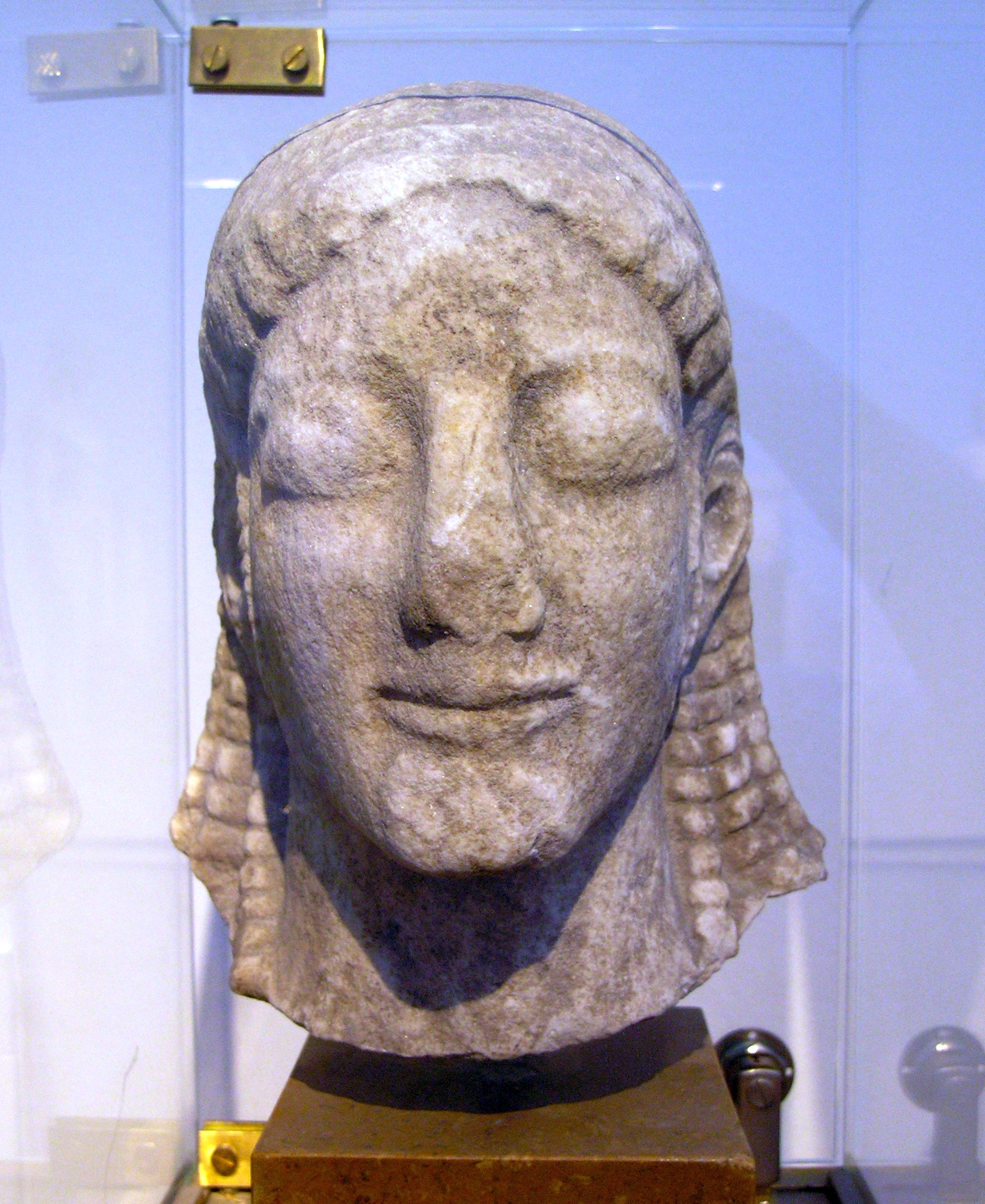
Курос Аполона
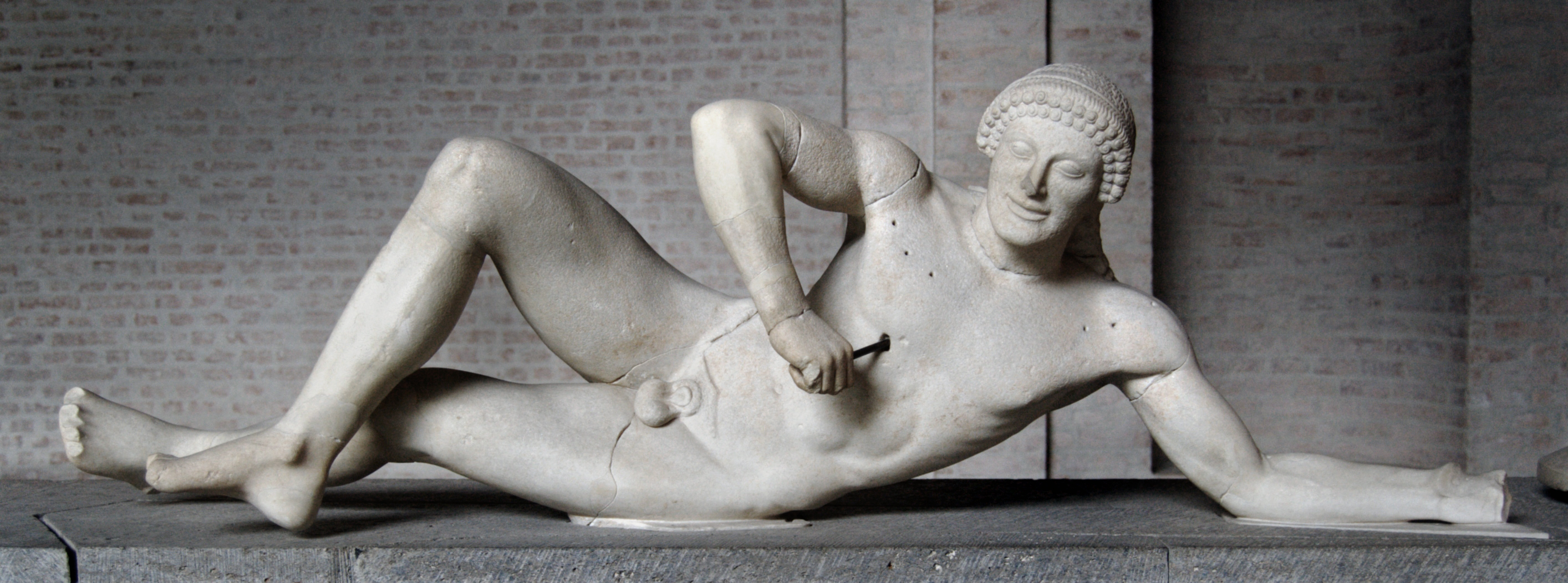
Повержений троянський воїн, скульптура W-VII західного фронтону храму Афаї на острові Егіна, Мюнхенська гліптотека, бл. 50-500 до н. е.
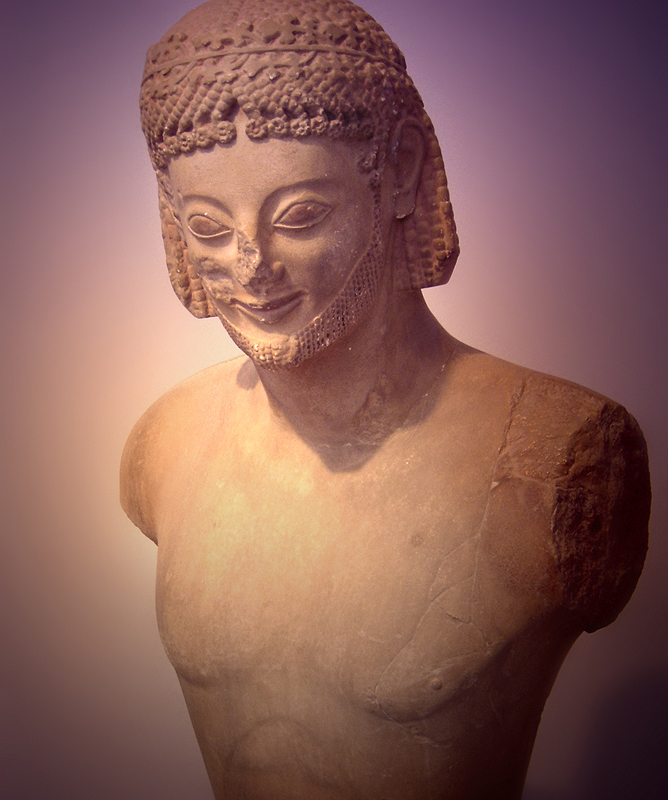
Давньогрецька скульптура «Вершник Рампен», Лувр, 560 до н. е.
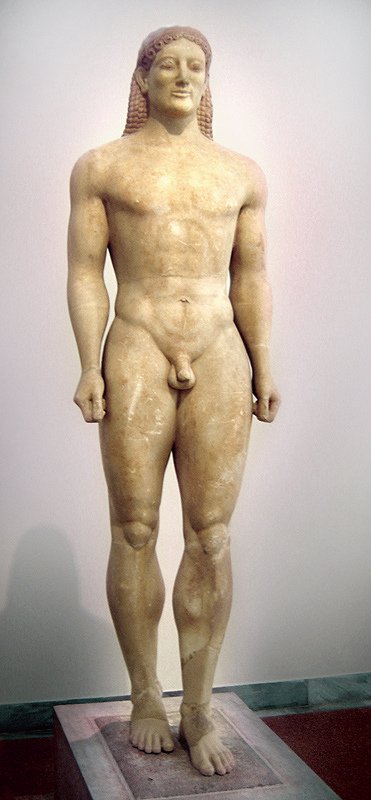
Кройсос Курос, Національний археологічний музей (Афіни), 520 до. н. е.
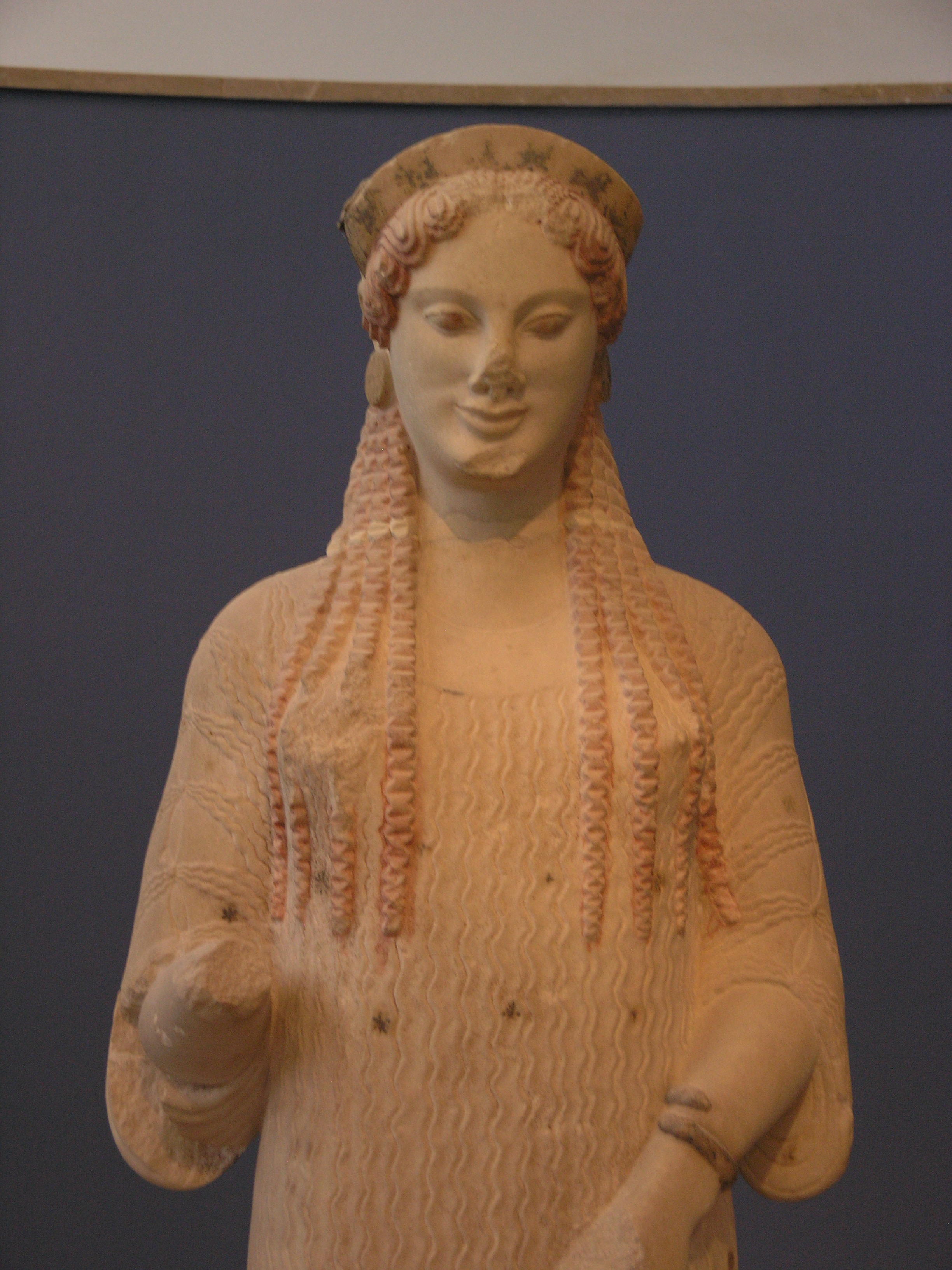
Пеплофорська кора, Новий музей Акрополя, 520-510 до н. е.
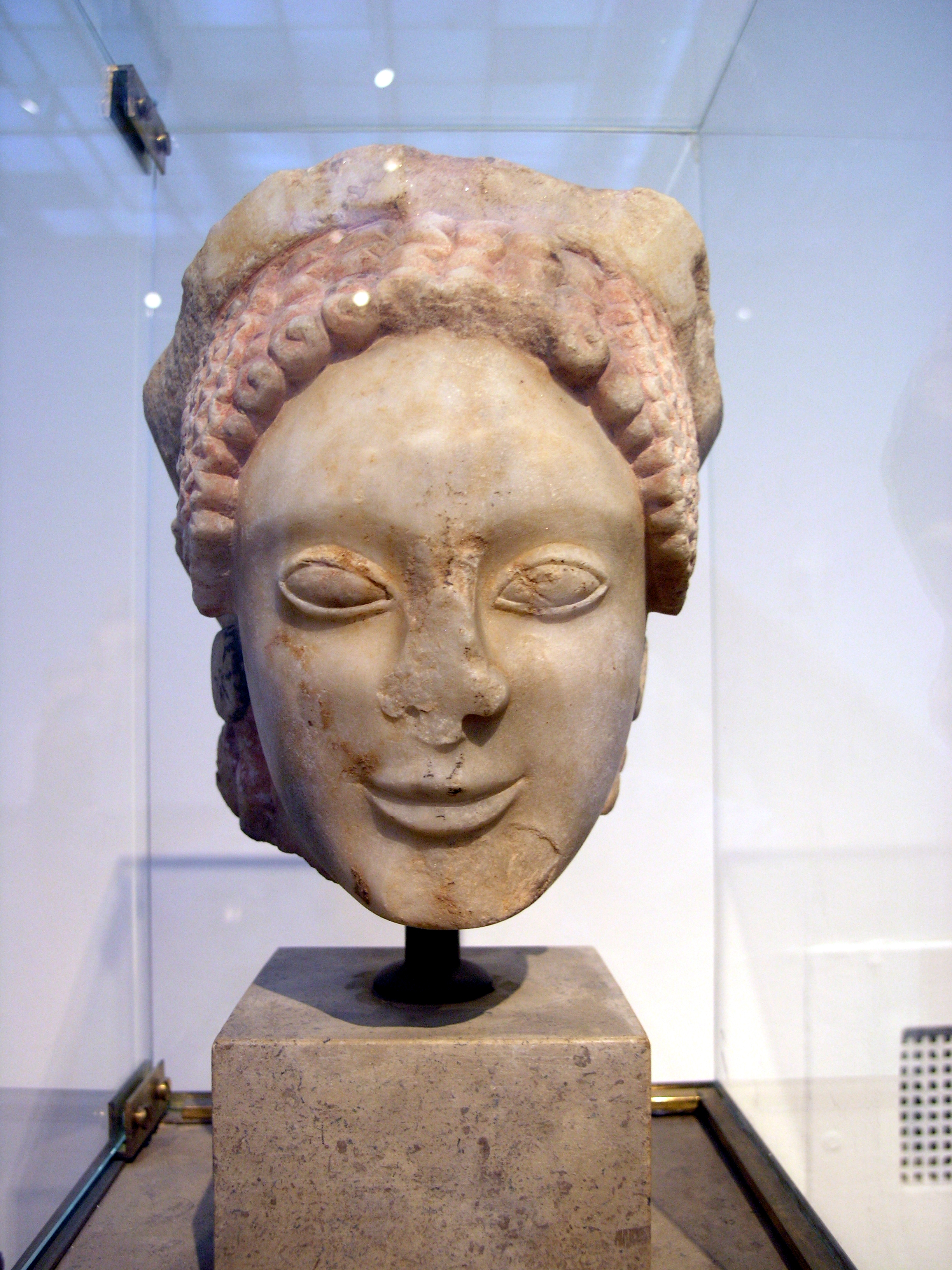
Елефсінська кора, Національний археологічний музей (Афіни), кінець VI ст. до н. е.

## «Архаїчні» усмішки в інших культурах
- усмішка в етруську мистецтві
- усмішка в африканському мистецтві
- Baekje smile[en] (усмішка Пекче) —   Корея